# Winkler András
Winkler András (Szombathely, 1942. szeptember 3. – 2023. július 13. vagy előtte) Széchenyi-díjas magyar faipari mérnök, egyetemi tanár, költő, 1989 és 1997 között az Erdészeti és Faipari Egyetem rektora.

## Élete
Általános iskolai és középiskolai tanulmányait Sopronban végezte, majd 1965-ben az Erdészeti és Faipari Egyetem Faipari Mérnöki Karán szerzett faipari mérnöki diplomát. Egyetemi tanulmányait követően Szombathelyen helyezkedett el a Nyugat-magyarországi Fűrészek gyártmánytervezőjeként, majd 1973-ban visszatért Sopronba, ahol a Faipari Mérnöki Kar Lemezipari Tanszékének oktatója lett.
1981-ben a Faipari Mérnöki Kar kutatási dékánhelyettese, 1984-ben az egyetem oktatási rektorhelyettes lett, 1988-tól pedig tanszékvezető is volt. 1979-ben a műszaki tudományok kandidátusa, majd 1988-ban a műszaki tudományok doktora lett. 1989-ben az egyetem rektora lett, tisztségét nyolc éven keresztül, 1997-ig töltötte be. 2002 és 2006 között az egyetem általános rektorhelyettese volt.
Nevéhez fűződik a Regionális Egyetemi Együttműködés és a Nyugat-Magyarországi Regionális Egyetemi Szövetség Egyesülés megvalósulása, illetve a Soproni Egyetem szakegyetemből regionális egyetemmé fejlesztése is. Élénken részt vesz a hazai és nemzetközi természetvédelmi mozgalomban, tagja volt az IUFRO (Erdészeti Kutatási Szervezetek Nemzetközi Szövetsége) végrehajtó-bizottságának. Szerepet vállalt a hazai és nemzetközi tudományos közéletben is, 1994-ben tagja lett a Leopold Pfeil-díj öttagú kuratóriumának és a "Holzforschung und Holzverwertung" című újság szerkesztő bizottságának is, valamint részt vett a „Felsőoktatás 2000-ig" első változatát kidolgozó tárcaközi bizottság és az Ideiglenes Akkreditációs Bizottság munkájában is. 1996-ban az MTA Erdészeti Bizottság elnökhelyettese és a Faanyagtudományok és Technológiák Doktori Iskola vezetője, 1997-ben pedig a MAB plénumának tagja lett.
Szakterülete a fa, a cellulóz és a papír kémiája és technológiája, kutatási témai pedig az akác cellulóz az egynyári növényekből készült forgácslapok és a hazai faanyagokból készült thermofalemezek. Számos tudományos publikáció és tankönyv szerzője, több külföldi egyetem vendégoktatója is volt. Tudományos munkássága elismeréseként a bécsi Universität für Bodenkultur díszdoktori címmel tüntette ki, 1996-ban Szent-Györgyi Albert-díjat, majd 2000-ben Széchenyi-díjat kapott, 2021-ben pedig a Magyar Érdemrend középkeresztjével tüntették ki. Költőként több verseskötete jelent meg.

## Főbb művei

### Szakirodalom
- Farostlemezgyártástan; EFE, Sopron, 1987
- Faforgácslapok; Dinasztia, Bp., 1998
- Farostlemezek; Mezőgazdasági Szaktudás, Bp., 1999
- Cziráki József élete és munkássága, 1928–1992; közrem. Takáts Péter; NyME Faipari Mérnöki Kar, Sopron, 2001 (A Faipari Mérnöki Kar nagyjai)

### Szépirodalom
- Az égi sörmezőkön jártam; szerzői, Sopron, 1999
- Üzenet az ereknek; szerzői, Sopron2002
- Záróvizsga; szerzői, Sopron, 2004
- Égi szerelem; Héthatár, Pécs–Kozármisleny, 2013
- Bomlik a vers a fejemből, Összegyűjtött versek; Héthatár, Pécs–Kozármisleny, 2013
- Elment a hajam. Második gyermekkori írások; Héthatár, Pécs–Kozármisleny, 2015
- Umleitung; Hetedhéthatár, Pécs–Kozármisleny, 2017
- Maradék; Hetedhéthatár, Pécs–Kozármisleny, 2017